# Humberto López Lena
Humberto López Lena Cruz (6 de julio de 1955). Es un empresario radiofónico y político mexicano, miembro del partido Convergencia, es diputado federal y fue candidato de su partido a presidente municipal de Oaxaca de Juárez en 2007.
Es un empresario radiofónico del estado de Oaxaca, en el ámbito profesional se ha desempeñado como directivo de empresas como Emisoras Unidas del Sureste, Corporación de Medios de Comunicación, Corporación Radiofónica Oaxaqueña y Radio ACIR Istmo; el gobierno oaxaqueño ocupó el cargo de Director de Radio en el gobierno de Heladio Ramírez López y de Coordinador General de Comunicación Social y Relaciones Públicas en el de Diódoro Carrasco Altamirano.
Durante el gobierno de Ulises Ruiz Ortiz y el conflicto magisterial de Oaxaca ha destacado como uno de los principales antagonistas del gobernador, en 2006 fue elegido diputado federal plurinominal postulado por la Coalición Por el Bien de Todos a la LX Legislatura, formando parte del grupo parlamentario de Convergencia.
En 2007 manifestó su interés en ser candidato a la Presidencia Municipal de Oaxaca, inicialmente como parte de una coalición con el Partido de la Revolución Democrática y el Partido del Trabajo, sin embargo la coalición no prosperó y el PRD postuló a Lenin López Nelio, mientras que López Lena fue postulado por Convergencia. Las elecciones tuvieron lugar el 7 de octubre de 2007 y los resultados del Programa de Resultados Electorales Preliminares le dieron un total de 29,951 votos, frente a los 33,812 atribuidos al priista José Antonio Hernández Fraguas, obteniendo de esta manera el segundo lugar; sin embargo, el 9 de octubre la dirigencia de Convergencia anunció el desconocimiento de este resultado, demandando la anulación de las elecciones.